# Amannus
Amannus is een kevergeslacht uit de familie van de boktorren (Cerambycidae). De wetenschappelijke naam van het geslacht werd voor het eerst geldig gepubliceerd in 1858 door LeConte.

## Soorten
Amannus omvat de volgende soorten:
- Amannus atriplicis Linsley, 1957
- Amannus pectoralis LeConte, 1858
- Amannus vittiger LeConte, 1858